# 宋都䚟
宋都䚟（13世纪—1276年），许兀慎氏，元朝将领。博尔忽的曾孙，塔察兒的孙子，别里虎䚟的次子，密里察而的弟弟。
宋都䚟于1270年，赐金虎符，袭兄职为蒙古军万户。1271年，率兵再攻襄阳，围樊城，1274年，进战鄂州、岳州、汉阳、江陵，有功。1275年，加昭毅上将军，又攻克归州、峡州，进克江陵，率兵镇守潭州。1275年，克江州，授都元帅，佩虎符，兼领江东西大都督。攻克南昌。擒获宋将熊飞，刘槃以龙兴城降。受诏为隆兴出征都元帅，与李恒等攻打江西，攻克南康州、吉州、赣州、袁州、瑞州、临州、抚州等江西十一州。1276年，宋都䚟请求增兵攻打福建、广东。忽必烈诏以襄、汉兵四千，和安庆、蕲州、黄州等路戍兵，命他宋都䚟统领进攻岭南、广东。未及论功，在广东去世。 

## 延伸阅读
[在维基数据编辑]
 《新元史/卷121》，出自柯劭忞《新元史》